# Diagramme d'Ellingham

Diagramme d'Ellingham-Richardson simplifié.

En chimie et en métallurgie, le diagramme d'Ellingham, ou diagramme d'Ellingham-Richardson, permet de prévoir les équilibres entre un métal et ses oxydes en fonction de la température et de la pression, ainsi que de connaître les réactions d'oxydoréduction thermodynamiquement possibles entre deux espèces. Ces diagrammes ont été construits pour la première fois par Harold Ellingham en 1944.
Les diagrammes d'Ellingham sont utilisés pour prévoir les températures d'équilibre pour des métaux, leurs oxydes et le dioxygène, et par extension avec des sulfures, de l'azote ainsi que d'autres éléments chimiques. Les analyses des diagrammes d'Ellingham sont uniquement d'ordre thermodynamique : la cinétique de la réaction n'entrant pas en compte, des réactions qui peuvent avoir lieu selon ces diagrammes peuvent être très lentes.

## Thermodynamique

Principe du diagramme d'Ellingham-Richardson.

Le diagramme d'Ellingham représente la variation d'enthalpie libre standard {\displaystyle \Delta _{\text{r}}G^{\circ }} de la réaction de formation d'un oxyde à partir d'un métal ou d'un oxyde inférieur en fonction de la température. L'équation bilan est ramenée à la consommation d'une mole de dioxygène, même si d'autres coefficients sont fractionnaires. La formation de l'oxyde du chrome (III) s'effectue par exemple selon l'équation : 
{\displaystyle {4 \over 3}\,{\rm {Cr}}(s)+{\rm {O}}_{2}(g)\rightarrow {2 \over 3}\,{\rm {Cr}}_{2}{\rm {O}}_{3}(s)}
Le diagramme utilise la relation :
{\displaystyle \Delta _{\text{r}}G^{\circ }=\Delta _{\text{r}}H^{\circ }-T\,\Delta _{\text{r}}S^{\circ }}
Selon l'approximation d'Ellingham, l'enthalpie standard {\displaystyle \Delta _{\text{r}}H^{\circ }} et l'entropie standard {\displaystyle \Delta _{\text{r}}S^{\circ }}, sont considérées comme constantes. {\displaystyle \Delta _{\text{r}}G^{\circ }} est ainsi représentée en fonction de la température par une ligne droite de pente {\displaystyle \Delta _{\text{r}}S^{\circ }}.
Au-dessus de la droite d'Ellingham, l'oxydant est prédominant, au-dessous c'est le réducteur.
Lorsqu'il y a plusieurs métaux, celui dont la droite d'Ellingham est la plus basse réduit ceux dont la droite est au-dessus. Le monoxyde de carbone est une des rares espèces dont la pente dans le diagramme est négative, il s'agit d'un réducteur universel : plus la température est élevée, plus il s'avère bon réducteur d'oxydes métalliques.
On peut aussi tracer des abaques sur le diagramme d'Ellingham, permettant d'étudier le rôle de la pression en dioxygène sur la réaction en fonction de la température. Ces abaques montrent que la majorité des métaux sont attaqués à pression et température ambiante.

## Utilisation
Le principal domaine d'application des diagrammes d'Ellingham est la métallurgie extractive. Ils aident à choisir le bon réducteur pour extraire un minerai et aident à la purification des métaux.